# Luis Mendoza (cầu thủ bóng đá người Panama)
Luis Alberto Mendoza (sinh ngày 18 tháng 5 năm 1983) là một cầu thủ bóng đá người Panama hiện tại thi đấu cho Plaza Amador.

## Sự nghiệp câu lạc bộ
Vào tháng 1 năm 2011, Mendoza gia nhập đội bóng El Salvador Once Municipal từ Sporting San Miguelito nơi anh thi đấu từ 2004. Sau đó anh thi đấu cho Chepo và then trở lại El Salvador để thi đấu cho Luis Ángel Firpo.
Anh trở lại Panama vào mùa hè năm 2013 để thi đấu cho Plaza Amador.